# Guido de Baysio
Guido de Baysio (auch: de Abaysio; Archidiaconus; * um 1250 in Reggio nell’Emilia?; † 1313 in Avignon) war Kanonist, Erzdiakon von Bologna und Funktionär der römischen Kurie.

## Leben
Guido de Baysio studierte kanonisches Recht und Zivilrecht in Reggio. 1271 wurde er Kanoniker von Fogliano. Danach war er selbst beliebter Lehrer in Reggio und ab 1283 in Bologna (bekanntester Schüler: Johannes Andreae (Rechtsgelehrter)). Er wurde Erzdiakon und Kanoniker von Reggio. 1295 wurde er zum Kantor und Kanoniker von Chartres durch Papst Bonifaz VIII. ernannt, war dann Erzdiakon an der Kathedrale und als solcher Kanzler der Universität von Bologna.
1297 bis 1298 ist er urkundlich bezeugt als Konsultor im Heiligen Offizium in Bologna. Er war dann schon capellanus papae (Kaplan des Papstes). 1304 wurde er vom Papst zum Auditor litterarum contradictarum ernannt. Damit wurde er als hochrangiges Mitglied der päpstlichen Kanzlei Leiter der Audientia litterarum contradictarum, die über diejenigen päpstlichen Urkunden zu entscheiden hatte, gegen die in einem formalisierten Verfahren durch Betroffene in öffentlicher Audienz (audientia publica) Widerspruch eingelegt worden war. Da die Audientia vorwiegend mit Justizsachen und Delegationsreskripten befasst war, war er als Auditor zugleich einer der ordentlichen Richter der römischen Kurie. Er organisierte den Umzug seiner Behörde nach Avignon und hat wahrscheinlich ein Exemplar der Vulgataredaktion des Formelbuchs der Audientia dorthin gebracht. Zuletzt ist er im Dezember 1312 als Auditor bezeugt, am 4. Mai 1313 wurde er zum Bischof von Reggio ernannt und schied daher aus dem Dienst der Kurie aus.
Ab nun scheint er sich voll und ganz in die kurialen Arbeiten vertieft zu haben. Er verfasste mehrere Traktate, welche als Fundgrube der Dekretistik des 13. Jahrhunderts gelten, zur Häresie und anderen Verbrechen; auch den Konflikt zwischen Philipp dem Schönen und dem Papsttum findet man in seinen Arbeiten, sowie eine Schrift, in der die plenitudo potestatis der Päpste betont wird.

## Werkauswahl
- Rosarium decretorum. „Ergänzung der Glossa ordinaria des Johannes Teutonicus“. - Venedig : Johann Herbort für Johann von Köln, Nicolas Jenson und Genossen, 3. IV. 1481. Digitalisierte Ausgabe der Universitäts- und Landesbibliothek Düsseldorf
- Apparatus (auch genannt: Lectura) super Sexto Decretalium. (1490)
- Tractatus super heresi et aliis criminibus in causa Templariorum et D. Bonifacii, manchmal bezeichnet als: apologia Bonifacii VIII.
- Questiones. In einigen Handschriften überliefert
- Constitutiones super observantia audientie litterarum contradictarum. erlassen im Jahre 1311, in zwei vatikanischen Handschriften erhalten.